# Фрационе Мурзеко Гавуљио (Кунео)
Фрационе Мурзеко Гавуљио је насеље у Италији у округу Кунео, региону Пијемонт.
Према процени из 2011. у насељу је живело 12 становника. Насеље се налази на надморској висини од 556 м.